# Sakuranetina
Sakuranetin  es una flavanona, un tipo de flavonoide. Se puede encontrar en Polymnia fruticosa y en el arroz, donde actúa como una fitoalexina contra la germinación de esporas de Pyricularia oryzae.

## Glucósidos
Sakuranin es el -O-glucósido de sakuranetin.

## Metabolismo
biosíntesis
Naringenin 7-O-methyltransferasa usa naringenina para producir sakuranetin, con S-Adenosil metionina como donante de metilo.
biodegradación
En compuestos como 7-metoxyladas flavanonas como sakuranetin, la desmetilación seguida de sulfatación se producen en el organismo modelo Cunninghamella elegans.